# 高铼酸银
高铼酸银是一种无机化合物，化学式AgReO4。这种化合物与白钨矿（CaWO4）同构。高铼酸银与三甲基氯硅烷反应生成“硅酯”—— (CH3)3SiOReO3。